# Kelemen
Kelemen is een plaats in de gemeente Jalžabet in de Kroatische provincie Varaždin. De plaats telt 556 inwoners (2001).